# Летогоща (посёлок)
Летогоща — посёлок в Кораблинском районе Рязанской области России, входит в Пустотинское сельское поселение.

## Название
Посёлок назван по протекающей рядом реке Летогоща.
Название самой реки происходит от славянского имени Летогост или Легост.
Река также известна под именами Легоща, Киследа и Лютая.

## География
Летогоща находится в восточной части Кораблинского района.
Ближайший населённый пункт — Плосское в 2,5 км к юго-востоку по грунтовой дороге.
Природа
Окружён сосновыми лесами.
Посёлок тянется вдоль реки Летогоща.

## Население
| 2010 |
| ---- |
| 5    |

## Инфраструктура
Нет объектов инфраструктуры.